# Guido Fulst
Guido Fulst (Wernigerode, 7 giugno 1970) è un ex pistard tedesco.

## Palmarès

### Olimpiadi
- 3 medaglie:
  - 2 ori (Barcellona 1992 nell'inseguimento a squadre; Sydney 2000 nell'inseguimento a squadre)
  - 1 bronzo (Atene 2004 nella corsa a punti)

### Mondiali
- 2 medaglie:
  - 1 oro (Lione 1989 nell'inseguimento a squadre)
  - 1 bronzo (Manchester 1996 nell'inseguimento a squadre)